# Lutte anti-drone

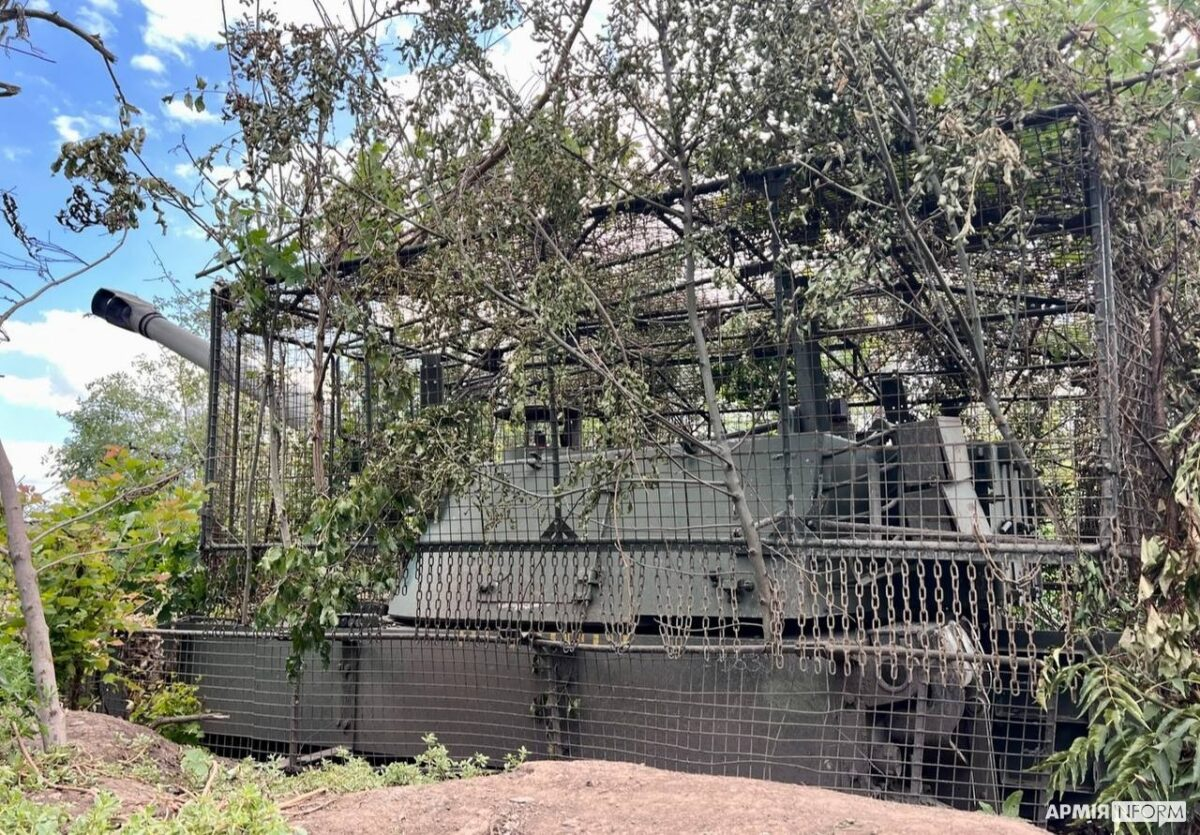
Canon automoteur M109 ukrainien équipé d'une cage anti-drone.

La lutte anti-drone est la mobilisation de moyens militaires pour combattre les drones. Les développements dans ce domaine se sont accélérés au début des années 2020.

## Variété des moyens
La lutte anti-drone comprend les moyens de lutte antiaérienne ainsi que des moyens dédiés aux drones :
- Armes à énergie dirigée
  - Laser anti-drone[2]

- Brouillage radio[3]

- Drone anti-drone[4]
- Filet anti-drone[5]
- Cage anti-drone (en)[6]